# Polydesmus ionicus
Polydesmus ionicus är en mångfotingart som beskrevs av Pius Strasser 1974. Polydesmus ionicus ingår i släktet Polydesmus och familjen plattdubbelfotingar. Inga underarter finns listade i Catalogue of Life.